# Henry Spinetti
Henry Anthony George Spinetti (* 31. März 1951 in South Wales) ist ein britischer Schlagzeuger und Studiomusiker. Er spielte auf zahlreichen Alben bekannter Künstler. Er ist der jüngere Bruder des 2012 verstorbenen Schauspielers Victor Spinetti.

## Alben als Schlagzeuger
| Künstler/Band            | Name des Albums                                          |
| ------------------------ | -------------------------------------------------------- |
| Joan Armatrading         | Show Some Emotion, To the Limit                          |
| Andy Bown                | Unfinished Business                                      |
| Eric Clapton             | Just One Night, Another Ticket, August, Blues            |
| Roger Daltrey            | Ride a Rock Horse                                        |
| Bob Dylan                | Down in the Groove                                       |
| George Harrison          | Gone Troppo                                              |
| Alexis Korner            | Just Easy                                                |
| Paul McCartney           | Снова в СССР                                             |
| Katie Melua              | Call Off the Search, Piece by Piece, Pictures, The House |
| Procol Harum             | The Prodigal Stranger                                    |
| Dick Rivers              | authendick                                               |
| Leo Sayer                | Silverbird                                               |
| Chris Spedding           | Gesundheit!                                              |
| Pete Townshend           | Rough Mix                                                |
| Willie and the Poor Boys | Willie and the Poor Boys                                 |